# IBM 602
A IBM 602 Calculating Punch (Calculadora de cartões perfurados), foi uma calculadora electromecânica lançada em 1946, capaz de adição, subtracção, multiplicação e divisão. O 602 foi a primeira máquina da IBM que calculava a divisão. (O IBM 601, introduzida em 1931, só  multiplicava.) Como outras calculadoras da IBM, esta foi programada utilizando um painel de controle. A entrada de dados era lida a partir de um cartão perfurado, e os resultados poderiam ser perfurados no mesmo cartão ou à direita do cartão.
A 602 não funcionava de forma confiável na prática (por temas mecânicos), por isso que em 1948 foi lançada a 602-A (uma "602 que funcionava"), desenhada por George Daly, sendo a última das calculadoras electromecânicas da IBM. O modelo A usava um painel de controle com uma disposição completamente diferente da 602 original.
O 602 estava disponível em quatro modelos: Modelo 1, Modelo 2, Modelo 50, e o Modelo 51. A série de modelos "50" foram versões de baixo custo que corriam em uma velocidade mais lenta, com metade do número de etapas do programa, e menos armazenamento de registadores e contadores.
| Modelo | Máquina Ciclos por Minuto | Programa Passos | 12 Dígitos Armazenamento Unidades | De 6 Dígitos Contadores | De 4 Dígitos Contadores | Funções    |
| ------ | ------------------------- | --------------- | --------------------------------- | ----------------------- | ----------------------- | ---------- |
| 1      | 200                       | 12              | 6                                 | 3                       | 3                       | +, -, *, / |
| 2      | 200                       | 12              | 6                                 | 3                       | 3                       | +, -, *, / |
| 50     | 150                       | 6               | 4                                 | 3                       | 1                       | +, -, *, / |
| 51     | 150                       | 6               | 4                                 | 3                       | 1                       | +, -, *    |

Dois contadores adicionais estavam disponíveis como um recurso opcional.
Etapas do programa executado em um ciclo de máquina, excepto para as etapas de realização de multiplicação ou divisão, que assumem, como muitos ciclos de máquina necessários para a operação. Perfurando a taxa é cerca de quatro colunas por ciclo de máquina. O número total de ciclos de máquina necessário por cartão varia de acordo com os dados e programação.
Programação do 602 para cada problema envolvendo duas coisas:
1. Um painel de controle com fio para a sequência de cálculo
2. Uma Barra de Ignorar com "pastilhas" colocado para a primeira coluna de cada campo de perfuração